# الذهبية
الذهبية قرية في ناحية شين (حمص شين التابعة لمنطقة تلكلخ في محافظة حمص في سورية.
تقع قرية الذهبية على بعد 25كم عن مركز مدينة حمص 
وهي أول قرية في جبل الحلو 
تحوي على ابنية حجرية للعهد البيزنطي 700 ميلادي ونقوشات حجرية للصليب البيزنطي وبعض الاثار التي سرقت وبيعت خارج الجمهورية السورية
سكانها من الطائفة العلوية يعمل معظمهم بالوظائف الحكومية والزراعة وتربية الحيوانات 
في القرية محطة تحويل كهرباء ومشروع حديث ل طواحين هوائية لتوليد الطاقة